# Världsmästerskapen i orientering 1976
Världsmästerskapen i orientering 1976 hölls den 24-26 september 1976 i Aviemore i Skottland i Storbritannien.

## Medaljörer

### Herrar

#### Individuellt
1. Egil Johansen, Norge 1.31.22
2. Rolf Pettersson, Sverige 1.33.15
3. Svein Jacobsen, Norge 1.33.49

#### Stafett
1. Sverige (Erik Johansson, Gert Pettersson, Arne Johansson, Rolf Pettersson) 4.10.41
2. Norge (Jan Fjærestad, Øystein Halvorsen, Svein Jacobsen, Egil Johansen)  4.19.08
3. Finland (Hannu Mäkirinta, Markku Salminen, Matti Mäkinen, Kimmo Rauhamäki) 4.23.41

### Damer

#### Individuellt
1. Liisa Veijalainen, Finland 1.08.12
2. Kristin Cullman, Sverige 1.10.31
3. Anne Lundmark, Sverige 1.11.44

#### Stafett
1. Sverige (Ingrid Ohlsson, Kristin Cullman, Anne Lundmark) 2.42.46
2. Finland (Outi Borgenström, Sinikka Kukkonen, Liisa Veijalainen) 2.43.05
3. Ungern (Irén Rostás, Magdolna Kovács, Sarolta Monspart) 2.49.22